# 讷尔克气站
讷尔克气站（又作额尔格奇站）是位于内蒙古自治区呼伦贝尔市鄂伦春自治旗乌鲁布铁镇讷尔克气村（舊作额尔格奇乡）的一个铁路车站，邮政编码22476。车站建于1966年，有富西铁路经过该站，现办理客货运业务，车站及其上下行区间均未电气化。车站距离富裕站332公里，隶属哈尔滨铁路局，是四等站。

## 重大事故
1981年10月20日，由加格达奇站开往三棵树站的274次列车运行到讷尔克气站和朝阳村站间，由于罪犯实施爆炸，造成旅客3人死亡，65人烧伤，客车大破1辆，中断行车2小时50分。

## 引用文獻
1. ↑  铁道部电子计算技术中心, 铁道部运输局. . 北京: 中国铁道出版社. 1998: 146. ISBN 9787113030995.
2. ↑  . 騰訊評論. 2011-07-24  [2020-05-09]. （原始内容存档于2020-05-09）.原刊於中国新闻网.（原文將「訥爾克氣」誤植為鄂尔格奇）